# Lijst van rijksmonumenten in Limbricht
De plaats Limbricht telt 11 inschrijvingen in het rijksmonumentenregister. Hieronder een overzicht.
| Object | Oorspronkelijke functie? | Bouwjaar            | Architect                | Locatie                        | Coördinaten?                 | Nr.?   | Afbeelding                                                                                            |
| --- | ------------------------ | ------------------- | ------------------------ | ------------------------------ | ---------------------------- | ------ | --- |
| Kasteel Limbricht | Kasteel, buitenplaats    | 17e/18e eeuw        |                          | Allee 1                        | 51° 0' 58" NB, 5° 50' 22" OL | 33751  | Meer afbeeldingen                                                                                     |
| Monumentaal gebouw van drie hoge vleugels om een binnenplaats, die door een latere muur met poortpijlers van de straat is afgescheiden. Aan de straat twee topgevels met vlechtingen. Rechthoekige omramingen van hardsteen | Boerderij                | 1799 (steen)        |                          | Beekstraat 13                  | 51° 0' 50" NB, 5° 50' 14" OL | 33752  | Meer afbeeldingen                                                                                     |
| Voormalige parochiekerk | Kerk en kerkonderdeel    | 13e eeuw (koor)     |                          | Platz 2                        | 51° 0' 57" NB, 5° 50' 20" OL | 33753  | Meer afbeeldingen                                                                                     |
| Huis met zadeldak, rechthoekige omramingen van hardsteen | Woonhuis                 | 1634 (ankerjaartal) |                          | Platz 3                        | 51° 0' 56" NB, 5° 50' 21" OL | 33754  | Meer afbeeldingen                                                                                     |
| Hoeve met binnenplaats. Gepleisterd woonhuis met gezwenkte gevel. Oude slotplaat | Boerderij                | 18e eeuw en verder  |                          | Platz 5                        | 51° 0' 55" NB, 5° 50' 20" OL | 33755  | Meer afbeeldingen                                                                                     |
| Gepleisterd huis met wolfdak. Bovenvensters met segmentbogen | Woonhuis                 | 1785 (ankerjaartal) |                          | Steenstraat 19                 | 51° 0' 54" NB, 5° 50' 19" OL | 33756  | Meer afbeeldingen                                                                                     |
| Een hardstenen devotiezuil met reliefvoorstelling van de Moeder van Smarten en bovenop een kruisbeeld | Vanwege onderdelen kerk  | 1747                |                          | Bovenstraat tegenover 45       | 51° 0' 33" NB, 5° 49' 56" OL | 33758  | Een hardstenen devotiezuil met reliefvoorstelling van de Moeder van Smarten en bovenop een kruisbeeld |
| R.K. Kerk H. Salvius | Kerk en kerkonderdeel    | 1922                | J. Cuypers en P. Cuypers | Burgemeester Coonenplein 2     | 51° 0' 47" NB, 5° 50' 16" OL | 521575 | Meer afbeeldingen                                                                                     |
| Pastorie Salviusparochie | Kerkelijke dienstwoning  | 1922                | J. Wagemans              | Pastoor Janssenstraat 16       | 51° 0' 46" NB, 5° 50' 20" OL | 521576 | Upload foto                                                                                           |
| Heilig Hartbeeld | Gedenkteken              | 1921                | Jean Geelen              | Burgemeester Coonenplein bij 2 | 51° 0' 46" NB, 5° 50' 20" OL | 521577 | Upload foto                                                                                           |
| Woonhuis, voorheen pastorie en burgemeesterswoning | Kerkelijke dienstwoning  | 1888                |                          | Platz 1                        | 51° 0' 55" NB, 5° 50' 19" OL | 521631 | Meer afbeeldingen                                                                                     |